# Don't Speak
"Don't Speak" er en sang af det amerikanske rock band No Doubt. Den blev udgivet i 1996 som tredjesingle fra bandets tredje album Tragic Kingdom fra 1995. Vokalisten Gwen Stefani skrev sangen sammen med sin broder Eric Stefani, omhandlende bandmedlemmet og hendes ekskæreste Tony Kanal kort efter han afsluttede deres syv år lange forhold.

## Charts
| Hitliste (1996–97)                    | Højeste placering |
| ------------------------------------- | ----------------- |
| Australien (ARIA Charts)              | 1                 |
| Belgien (Flanderen) (Ultratop 50)     | 1                 |
| Belgien (Vallonien) (Ultratop 50)     | 2                 |
| Canada RPM (Canadiske Singlehitliste) | 1                 |
| Canada (RPM Alternative 30)           | 6                 |
| Danmark (Tracklisten)                 | 1                 |
| Holland (Dutch Top 40)                | 1                 |
| Europa (European Hot 100 Singles)     | 1                 |
| Finland (Finske Singlehitliste)       | 4                 |
| Frankrig (SNEP)                       | 4                 |
| Tyskland (Tyske Singlehitliste)       | 2                 |
| Italien (Irske Singlehitliste)        | 1                 |
| Italien (Italienske Singlehitliste)   | 7                 |
| New Zealand (RIANZ)                   | 1                 |
| Norge (VG-lista)                      | 1                 |
| Sverige (Sverigetopplistan)           | 1                 |
| Schweiz (Schweiziske Singlehitliste)  | 1                 |
| Storbritannien (UK Singles Chart)     | 1                 |
| US Billboard Hot 100 Airplay          | 1                 |
| US Billboard Modern Rock Tracks       | 2                 |
| US Billboard Top 40 Mainstream        | 1                 |
| US Billboard Adult Top 40 Tracks      | 1                 |
| US Billboard Adult Contemporary       | 6                 |

| Land           | Certifikation |
| -------------- | ------------- |
| Australien     | 2× platin     |
| Østrig         | Guld          |
| Frankrig       | Guld          |
| Tyskland       | Platin        |
| Holland        | Guld          |
| Norge          | 2× platin     |
| Sverige        | Guld          |
| Schweiz        | Platin        |
| Storbritannien | Platin        |

### Chart precession and succession
| Efterfulgte: "Breathe" af The Prodigy                                                               | Svenske Singlehitliste nummer-et singler 13. december 1996                                        | Efterfulgtes af: "Un-Break My Heart" af Toni Braxton                                 |
| Efterfulgte: "I Can't Help Myself (I Love You, I Want You)" af The Kelly Family "Discothèque" af U2 | Norske Singlehitliste nummer-et singler 24. december 1996 – 4. februar 1997 18. februar 1997      | Efterfulgtes af: "Discothèque" af U2 "Don't Let Go (Love)" af En Vogue               |
| Efterfulgte: "Gabbertje" af Hakkûhbar                                                               | Hollandske Singlehitliste nummer-et singler 28. december 1996 – 8. februar 1997                   | Efterfulgtes af: "When I Die" af No Mercy                                            |
| Efterfulgte: "Thug Devotion" af Mo Thugs Family "I Believe I Can Fly" af R. Kelly                   | New Zealandske Singlehitliste nummer-et singler 19. januar 1997 – 26. januar 1997 9. februar 1997 | Efterfulgtes af: "I Believe I Can Fly" af R. Kelly "I Believe I Can Fly" af R. Kelly |
| Efterfulgte: "Roses are Red" af Aqua                                                                | Danske Singlehitliste nummer-et singler 30. januar 1997 - 6. februar 1997                         | Efterfulgtes af: "Ring-A-Ling" af Tiggy                                              |
| Efterfulgte: "Freak" af Silverchair                                                                 | Australske Singlehitliste nummer-et singler 9. februar 1997 – 30. marts 1997                      | Efterfulgtes af: "Truly Madly Deeply" af Savage Garden                               |
| Efterfulgte: "Just Another Day" af John Mellencamp                                                  | Canadiske Singlehitliste nummer-et singler 10. februar 1997 – 17. februar 1997                    | Efterfulgtes af: "A Long December" af Counting Crows                                 |
| Efterfulgte: "Freed from Desire" af Gala                                                            | Belgiske Singlehitliste (Flanderen) nummer-et singler 15. februar 1997 – 22. marts 1997           | Efterfulgtes af: "Let a Boy Cry" af Gala                                             |
| Foregående: "Discothèque" af U2                                                                     | Britiske Singlehitliste nummer-et singler                                                         | Efterfølgende: "Mama"/"Who Do You Think You Are" af Spice Girls                      |
| Foregående: "Discothèque" af U2                                                                     | Irske Singlehitliste nummer-et singler                                                            | Efterfølgende: "Mama"/"Who Do You Think You Are" af Spice Girls                      |
| Efterfulgte: "Don't Cry for Me Argentina" af Madonna                                                | Europæiske Singlehitliste nummer-et singler February 22, 1997 – April 19, 1997                    | Efterfulgtes af: "I Believe I Can Fly" by R. Kelly                                   |
| Efterfulgte: "Time to Say Goodbye (Con te partirò)" af Sarah Brightman af Andrea Bocelli            | Schweiziske Singlehitliste nummer-et singler March 2, 1997 – March 23, 1997                       | Efterfulgtes af: "Warum?" by Tic Tac Toe                                             |